# Asura mediofascia
Asura mediofascia là một loài bướm đêm thuộc phân họ Arctiinae, họ Erebidae.